# Cor de Marina
El Cor de Marina és una entitat cultural de Badalona (Barcelonès), dedicada inicialment al cant coral. La seva seu social està situada a la Rambla i és un edifici protegit com a bé cultural d'interès local.

## Seu social
És un edifici entre mitgeres, amb planta baixa, entresòl, pis i golfes, amb semisoterrani. La seva estructura és de ferro. Té dues façanes, de les quals, la principal, dona a la Rambla i al mar, i té una composició d'elements formals típics de l'eclecticisme.

## Història
El Coro de Marina fou fundat el 1882. La seu social va ser inaugurada el Nadal del 1896. Va ser reformada el 1956 per l'arquitecte Joan Padrós i Fornaguera. La reforma consistí en la construcció d'un altell, cosa que va provocar la modificació de la porta d'entrada i la supressió dels finestrals dels baixos.